# Баском (Флорида)
Баском (англ. Bascom) — небольшой город, расположенный в округе Джэксон (штат Флорида, США) с населением в 106 человек по данным переписи 2000 года.

## География
По данным Бюро переписи населения США, Баском имеет общую площадь в 0,52 квадратных километров, водных ресурсов в черте населённого пункта не имеется.
Город Баском расположен на высоте 43 метров над уровнем моря.

## Демография
По данным переписи населения 2000 года Архивировано 26 февраля 2012 года. в Баскомe проживало 106 человек, 33 семьи, насчитывалось 41 домашнее хозяйство и 49 жилых домов. Средняя плотность населения составляла около 203,85 человек на один квадратный километр. Расовый состав населённого пункта составили белые.
Из 41 домашних хозяйств в 26,8 % воспитывали детей в возрасте до 18 лет, 65,9 % представляли собой совместно проживающие супружеские пары, в 12,2 % семей женщины проживали без мужей, 19,5 % не имели семей. 19,5 % от общего числа семей на момент переписи жили самостоятельно, при этом 12,2 % составили одинокие пожилые люди в возрасте 65 лет и старше. Средний размер домашнего хозяйства составил 2,59 человек, а средний размер семьи — 2,97 человек.
Население города по возрастному диапазону по данным переписи 2000 года распределилось следующим образом: 26,4 % — жители младше 18 лет, 4,7 % — между 18 и 24 годами, 25,5 % — от 25 до 44 лет, 28,3 % — от 45 до 64 лет и 15,1 % — в возрасте 65 лет и старше. Средний возраст жителей составил 39 лет. На каждые 100 женщин в Баскомe приходилось 112,0 мужчин, при этом на каждые сто женщин 18 лет и старше приходилось 95,0 мужчин также старше 18 лет.
Средний доход на одно домашнее хозяйство составил 27 000 долларов США, а средний доход на одну семью — 30 208 долларов. При этом мужчины имели средний доход в 26 250 долларов США в год против 15 000 долларов среднегодового дохода у женщин. Доход на душу населения составил 27 000 долларов в год. Все семьи имели доход, превышающий уровень бедности, 6,3 % от всей численности населения находилось на момент переписи населения за чертой бедности, при этом 8,1 % из них были моложе 18 лет и 11,8 % — в возрасте 65 лет и старше.
- В Баскоме родилась Фэй Данауэй (1941) — американская актриса кино и телевидения, лауреат премии «Оскар» (1977)